# 金石学

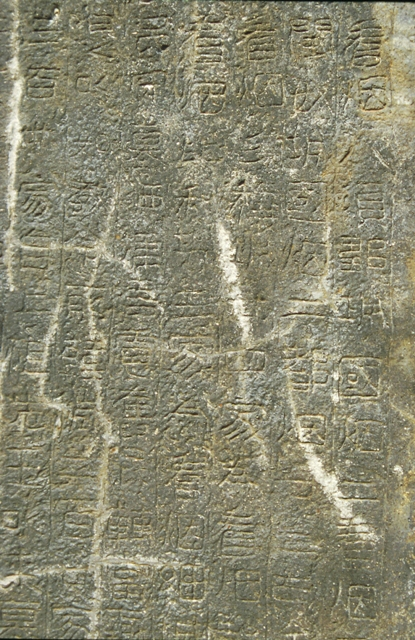
高句麗好太王碑の銘文

金石学（きんせきがく）は、碑文研究の一種で、中国古代の青銅器や石碑などに刻まれた銘文（金石文・金文・石刻文）や画像を研究する学問のことをいう。
その研究対象は、先秦の鐘・鼎・彝器、秦の始皇帝が中国各地に建てた石刻（始皇七刻石）、漢代の画像石、以降の時代の墓碑・墓誌銘、神道碑・記事碑、石経、銅鏡や古銭などである。

## 歴史

### 宋代

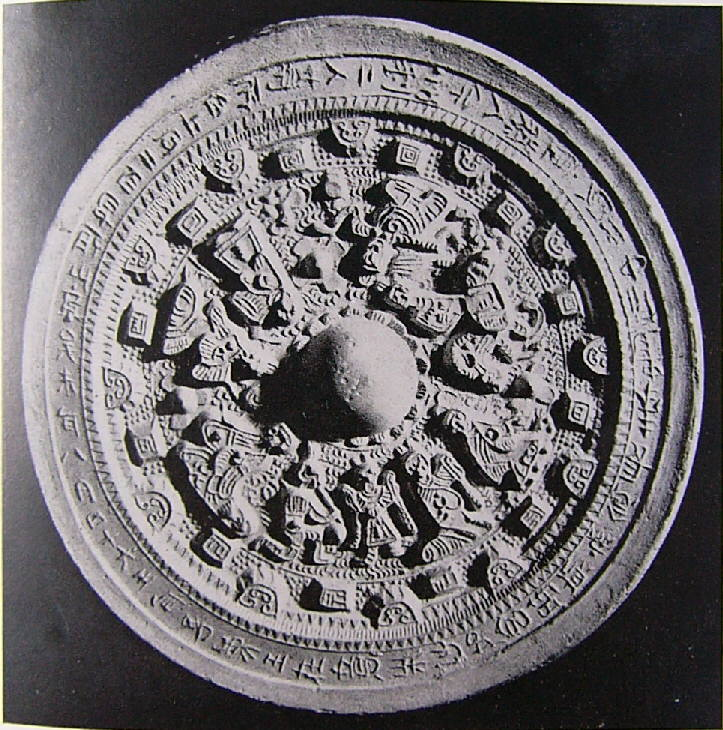
隅田八幡宮人物画像鏡

中国における金石学の創始者は、北宋の欧陽脩である、といわれる。欧陽脩は、金石や石刻の拓本を蒐集して研究し、『集古録跋尾』10巻を撰した。その後、宋代の劉敞が、古銅器の研究に、器形・文字・歴史の三学があることを提唱した。また、徽宗皇帝は王黼らに『宣和博古図』を作らせ、「器形」の研究に資した。現在使用される古銅器の名称の多くは、この書に由来する。さらに、南宋の薛尚功が『歴代鐘鼎彝器款識法帖』20巻を著し、「文字」の解読を推し進めた。しかし、宋代の後の元明代には、盛んではなかった。

### 清代
清代に考証学が発達すると、金石学も再び盛んになった。考証学者の祖である顧炎武に『金石文字記』6巻、朱彝尊に『金石文字跋尾』6巻がある。
清代の金文研究としては、銭坫に『十六長楽堂古器款識考』4巻がある。本書は「文字」に優れ、金文解読において新境地を開いた。また、程瑶田は、『周礼』を中心とした古典中の器物の比定（名物学）に優れていた。乾隆帝は梁詩正らに『西清古鑑』を作らせた。清末に出た呉大澂は、『字説』1巻、『説文古籀補』14巻ほかを著した、金文の天才的な解読者であり、旧来の誤謬を多く訂正している。
清代の石刻研究としては、銭大昕の『潜研堂金石跋尾』20巻、武億の『授堂金石文字跋』があり、畢沅の『関中金石記』『中州金石記』や、阮元の『両浙金石志』が著され、地方別の石刻の集録が盛行した。その一方で、時代別に収集する傾向も現れ、王昶の『金石萃編』160巻が、集大成した。その補編としての『金石続編』21巻、陸増祥の『八瓊室金石補正』がある。

### 近代
清末から中華民国初期には、新たに甲骨文字の研究も始まった。また、王国維が師である羅振玉の収集景印した資料を利用して、器形学・金文学（書体論）に新知見を加え、金文解釈一辺倒の清朝の金石学から脱却し、上古史研究を進展させた。そのほか、芸術家として著名な趙之謙や呉昌碩も金石学に携わった。
中華人民共和国期には、郭沫若や容庚、徐仲舒、呉其昌、陳夢家といった人々が、王国維の学を継承発展させた。
中国以外では、カールグレンや西川寧、浜田耕作、梅原末治、白川静、東野治之らに、金石学に関する業績が見られる。